# Le Jeune Tigre
Ne doit pas être confondu avec Les Jeunes Tigres.
Le Jeune Tigre est un film hongkongais réalisé par Chu Mu, sorti en 1973.

## Synopsis
Une femme, faisant partie d'un gang, meurt dans un taxi. Juste avant sa mort, elle cache un portefeuille dans ce taxi. Pour le récupérer, le gang poursuit alors sans relâche le chauffeur du taxi, ce dernier étant aidé par la femme policier qui donne son titre original au film.
Pour l'exploitation du film en vidéo en occident, le titre et le visuel du film ont été sournoisement modifiés afin de laisser supposer qu'il s'agit d'un film dont Jackie Chan (devenu entretemps une star) serait le héros, alors qu'il n'a qu'un rôle secondaire.

## Fiche technique
- Titre français (sortie vidéo) : Le Jeune Tigre
- Titre original : Nu jing cha / Police Woman
- Titres américains : Rumble in Hong Kong, Young Tiger
- Réalisation : Chu Mu
- Scénario : Chu Mu
- Musique : Chou Fu Liang
- Montage : Vincent Leung
- Pays d'origine : Hong Kong
- Genre : Action, Policier
- Société de production : Great Earth Film Company
- Durée : 80 minutes
- Date de sortie :

 Hong Kong : 26 avril 1973

## Distribution
- Charlie Chin : Le chauffeur de taxi
- Lin Chiu  : Inspecteur Ho Wei Ma
- Jackie Chan :
- Hu Chin : Ho Mei Fong
- Fung Yi : Inspecteur Fung
- Betty Pei Ti : une jeune femme